# Ellsinore
Ellsinore és una població dels Estats Units a l'estat de Missouri. Segons el cens del 2000 tenia 363 habitants.

## Demografia
Segons el cens del 2000, Ellsinore tenia 363 habitants, 162 habitatges, i 99 famílies. La densitat de població era de 318,5 habitants per km².
Dels 162 habitatges en un 25,3% hi vivien nens de menys de 18 anys, en un 47,5% hi vivien parelles casades, en un 10,5% dones solteres, i en un 38,3% no eren unitats familiars. En el 36,4% dels habitatges hi vivien persones soles el 25,3% de les quals corresponia a persones de 65 anys o més que vivien soles. El nombre mitjà de persones vivint en cada habitatge era de 2,2 i el nombre mitjà de persones que vivien en cada família era de 2,85.
Per edats la població es repartia de la següent manera: un 22,6% tenia menys de 18 anys, un 9,1% entre 18 i 24, un 21,2% entre 25 i 44, un 20,4% de 45 a 60 i un 26,7% 65 anys o més.
L'edat mediana era de 43 anys. Per cada 100 dones de 18 o més anys hi havia 75,6 homes.
La renda mediana per habitatge era de 17.143 $ i la renda mediana per família de 27.188 $. Els homes tenien una renda mediana de 26.125 $ mentre que les dones 16.250 $. La renda per capita de la població era d'11.444 $. Entorn del 10,6% de les famílies i el 19,7% de la població estaven per davall del llindar de pobresa.

## Poblacions més properes
El següent diagrama mostra les poblacions més properes.